# Lubomir Guentchev
 (janvier 2022).
La mise en forme du texte ne suit pas les recommandations de Wikipédia : il faut le « wikifier ».
Les points d'amélioration suivants sont les cas les plus fréquents :
- Les titres sont pré-formatés par le logiciel. Ils ne sont ni en capitales, ni en gras.
- Le texte ne doit pas être écrit en capitales (les noms de famille non plus), ni en gras, ni en italique, ni en « petit »…
- Le gras n'est utilisé que pour surligner le titre de l'article dans l'introduction, une seule fois.
- L'italique est rarement utilisé : mots en langue étrangère, titres d'œuvres, noms de bateaux, etc.
- Les citations ne sont pas en italique mais en corps de texte normal. Elles sont entourées par des guillemets français : « et ».
- Les listes à puces sont à éviter, des paragraphes rédigés étant largement préférés. Les tableaux sont à réserver à la présentation de données structurées (résultats, etc.).
- Les appels de note de bas de page (petits chiffres en exposant, introduits par l'outil «  Source ») sont à placer entre la fin de phrase et le point final[comme ça].
- Les liens internes (vers d'autres articles de Wikipédia) sont à choisir avec parcimonie. Créez des liens vers des articles approfondissant le sujet. Les termes génériques sans rapport avec le sujet sont à éviter, ainsi que les répétitions de liens vers un même terme.
- Les liens externes sont à placer uniquement dans une section « Liens externes », à la fin de l'article. Ces liens sont à choisir avec parcimonie suivant les règles définies. Si un lien sert de source à l'article, son insertion dans le texte est à faire par les notes de bas de page.
- La présentation des références doit suivre les conventions bibliographiques. Il est recommandé d'utiliser les modèles {{Ouvrage}}, {{Chapitre}}, {{Article}}, {{Lien web}} et/ou {{Bibliographie}}. Le mode d'édition visuel peut mettre en forme automatiquement les références.
- Insérer une infobox (cadre d'informations à droite) n'est pas obligatoire pour parachever la mise en page.

Pour une aide détaillée, merci de consulter Aide:Wikification.
Si vous pensez que ces points ont été résolus, vous pouvez retirer ce bandeau et améliorer la mise en forme d'un autre article.
 (janvier 2022).
Si vous disposez d'ouvrages ou d'articles de référence ou si vous connaissez des sites web de qualité traitant du thème abordé ici, merci de compléter l'article en donnant les références utiles à sa vérifiabilité et en les liant à la section « Notes et références ».
Lubomir Guentchev est un traducteur, un poète, un dramaturge et un essayiste bulgare, né le 26 novembre 1907 à Pazardjik, et mort le 28 août 1981 à Plovdiv, en Bulgarie. Il s’est exprimé à la fois en français et en bulgare. Découverte en 1999, son œuvre a commencé à être publiée en France à partir de 2003, puis en Bulgarie à partir de 2018.

## Biographie

### Origines
Lubomir Guentchev est d’une origine modeste. Il est le quatrième fils de Gueorgui Guentchev (1878-1923), fonctionnaire auprès de la Mairie de Pazardjik, et de Zoïka Mihaïlova Psaltova (1886-1952), d’origine grecque. Il venait après trois frères : Nicolaï (1899-1923), Mihaïl (1900- 19??), Vassili (1903-19??), et avant sa sœur : Éléna (1910-2002). Il était d’une constitution chétive et, très tôt, victime d’une forte myopie, ce qui lui valut d’être exempté de service militaire. La vie ne l’a pas épargné non plus. Il perd son père, Gueorgui Guentchev, en 1922, ce qui contraint sa famille à quitter Pazardjik pour s’installer à Plovdiv, dans le centre ville, au 15, rue Ivan Vazov. Il perd aussi son frère aîné, Nicolaï, en 1923.

### Études
Dès 1922, Lubomir Guentchev avait obtenu une bourse d’études de la part du collège français « Saint-Augustin » de l’Ordre catholique des Assomptionnistes, à Plovdiv. Il y effectue des études secondaires, en français, conformes aux programmes pratiqués en France, jusqu’au baccalauréat qu’il obtient en 1928. Le collège « Saint-Augustin » lui accorde alors une bourse de trois années pour entreprendre des études supérieures, dans le domaine pédagogique, à Varna, jusqu’en 1931. Une autre bourse lui aurait été proposée pour poursuivre des études de théologie en France. Il la refuse. Par la suite, Lubomir Guentchev n’a jamais eu l’occasion de venir en France.

### Enseignement
De 1930 à 1933, Lubomir Guentchev commence à enseigner comme professeur de français à Varna, auprès du collège « Saint-Michel » qui était également tenu par l’Ordre des Assomptionnistes. Il y croisera le futur poète symboliste bulgare Nikolaï Liliev (1885-1960) dont il traduira plus tard en français les principaux recueils de poésie. Il revient ensuite à Plovdiv comme enseignant de français au collège « Saint-Augustin » de 1933 jusqu’à 1947. Il y restera jusqu’à la fermeture de cet établissement en 1948 par les autorités bulgares. Il devient alors documentaliste-interprète auprès d’un service administratif de la municipalité de Plovdiv.

### Le drame
Un drame se produit dans la vie de Lubomir Guentchev, le 22 juin 1946, quand meurt des suites d’une intervention chirurgicale une jeune fille dont il était passionnément épris, Valentina Dimitrova Guitchéva, née en 1926. Il est profondément affecté par cette tragédie. Ses drames lyriques, élaborés entre 1947 et 1957, Théurgie notamment, dont il a laissé une transcription en français, transposent sa douleur et son chagrin sous la forme drames lyriques qui ne seront jamais créés. En 1972, il dédie à la mémoire de Valentina son premier recueil de sonnets écrits en français, Mémorial poétique. Il est resté fidèle à son souvenir. Il ne s’est jamais marié.

#### Les procès
Les procès politiques intentés par les autorités bulgares contre les milieux catholiques et contre l’Ordre des Assomptionnistes à Plovdiv, au cours des années 1951-1952, provoquent une autre rupture. Parce qu’il avait été un élève du collège « Saint-Augusin » puis l’un de ses enseignants, Lubomir Guentchev est impliqué dans ces procès. Il est, pour ces raisons, déclaré en 1953 « ennemi du peuple » et, de ce fait, interdit de publication, privé de passeport et de son modeste emploi de documentaliste. Il vit dès lors dans une grande pauvreté, de leçons particulières, de travaux de traduction et de quelques cachets comme musicien dans un orchestre de la ville de Plovdiv. Il prend sa retraite en 1960, ce qui lui permet alors de se consacrer entièrement à l’écriture, à la traduction et à la poésie.

### La suspicion
Dès l’arrivée de l’Armée rouge en Bulgarie, à l’automne 1944, Lubomir Guentchev était devenu suspect aux yeux des nouvelles autorités bulgares en raison de ses liens avec la France. En 1962, il attire l’attention des services de sécurité bulgares parce qu’il avait tenté de faire parvenir quelques-uns de ses poèmes écrits en français à la Légation française, à Sofia. Aucune suite ne fut donnée à cette démarche.
En 1972, il prend l’initiative d’adresser des poèmes en français en hommage à Kurt Waldheim, alors Secrétaire Général de l’ONU, et d’autres à l’Institut Mozart de Salzbourg, ainsi qu’à divers organismes étrangers, français et allemands. Il attire à nouveau l’attention des autorités bulgares. Dès la fin de l’année, il est surveillé. Le 18 octobre 1973, à la suite d’une délation, son domicile est perquisitionné. Tous ses manuscrits sont confisqués. Il manque être condamné à une lourde peine de prison parce qu’on avait découvert qu’il avait composé des poèmes très critiques contre le régime et aussi d’autres sur des sujets religieux, ce qui avait été strictement interdit à cette époque, jusqu’en 1989, en Bulgarie, par une loi qui avait été imposée en 1947 par les autorités soviétiques.
Après avoir plié devant l’adversité, Lubomir Guentchev s’est astreint à reconstituer de mémoire, avec une énergie désespérée, le trésor de ses manuscrits perdus. Devenu pratiquement aveugle, il cesse d’écrire au cours de l’année 1980. Il décède le 28 août 1981. Tous ses manuscrits originaux réécrits sont à nouveau détruits à la demande des autorités. Il avait pris cependant la précaution, durant les dix dernières années de sa vie, de recopier ses manuscrits en de nombreux exemplaires qu’il avait dispersés entre ses neveux et nièces. C’est de cette manière qu’un certain nombre de ces copies ont pu être préservées et retrouvées en 1999.

## L’œuvre

### Les manuscrits
L’œuvre est constituée de dossiers manuscrits tantôt en français, tantôt en bulgare, tantôt en les deux langues, retrouvés à peu près à tous les stades d’élaboration. La plupart sont désormais conservés par la Bibliothèque Nationale « Ivan Vazov » de Plovdiv. Sur le plan matériel, ces manuscrits se présentent sous la forme de feuillets épars, de relevés de citations, de dossiers documentaires, d’albums poétiques, de projets d’anthologies. Ils contiennent également des esquisses d’études critiques sur la poésie, le sonnet, la versification française, le théâtre. Il avait aussi prévu des essais sur deux grands auteurs, l’un allemand, Wolfgang Goethe, qu’il admirait, et l’autre français, Alphonse de Lamartine dont le bref passage par Plovdiv, en juillet 1833, au retour de son voyage en Orient, a laissé des traces importantes dans cette ville.

#### Les projets éditoriaux
Lubomir Guentchev avait conçu de nombreux projets éditoriaux dont il a laissé des brouillons de plans. C’est ainsi qu’on a pu reconstituer ses traductions, ses recueils de poésie, ses drames lyriques et ses essais à peu près comme il les avait conçus. Ces œuvres ont été publiées en France, par les éditions Rafael de Surtis, en une édition critique réalisée par Alain Vuillemin, avec de nombreux concours, sous le titre général d’Écrits inédits puisque leur divulgation avait été interdite du vivant de Lubomir Guentchev.

### Les traductions vers le français
Les traductions qu’il a laissées en français de nombreux poètes bulgares ont donné lieu à la parution de plusieurs volumes dans cette collection des Écrits inédits. Les trois premiers tomes correspondent à une Anthologie de poètes bulgares des XIXe et XXe siècles, traduits en français. Le premier tome, paru en 2003, comporte deux volets : des sonnets choisis d’auteurs comme Ivan Vazov, Dimitar Polianov, Dimtcho Débélianovn, Christo Yassénov, Stoïan Mihaïlovsky et Kyril Christov et, surtout, en second lieu, 41 des 44 sonnets des Sonnets de Constantinople de Constantin Velitchkov, le premier auteur à avoir composé des sonnets en bulgare à la fin du XIXe siècle. Il s’agit de la seule traduction en français de Constantin Velitchkov qui existe à ce jour. Le second tome de ces Écrits inédits a porté en 2004 sur des poèmes de Peyo Kr. Yavorov et sur des poésies de Nicolaï Liliev, et sur des extraits de poètes russes, Mihaï Lermontov, Fédor Tiouttchev, Sémion Nadson, Valérii Brioussov, traduits à partir de versions bulgares. Le troisième tome, publié en 2005, contient d’amples extraits de plusieurs recueils de Théodore Traïanov, une figure éminente du symbolisme en Bulgarie avec Nicolaï Liliev.

### Les intentions
À travers ces traductions qui étaient pour la plupart encore inédites en France entre 2003 et 2005, Lubomir Guentchev a cherché à faire connaître l’existence de poètes qui avaient contribué à introduire et à illustrer l’art du sonnet dans la littérature bulgare, une forme poétique qui n’a été introduite en Bulgarie qu’à la fin du XIXe siècle. Ce projet s’est précisé ensuite. Il s’est aussi amplifié : il a voulu faire connaitre quelques-uns des plus grands représentants du mouvement symboliste, Peyo Yavorov qui en a été un précurseur ; Nicolaï Liliev, qu’il connaissait personnellement, et Théodor Traïanov qu’il connaissait peut-être un peu moins mais qui était né en 1882 dans la même ville que lui, Pazardjik, et qui avait disparu en 1945. Il éprouvait manifestement pour lui une très grande admiration. C’est de cette manière que l’on connait désormais un peu mieux en France, grâce à Lubomir Guentchev, l’œuvre de ces trois auteurs et la manière dont le sonnet a été pratiqué, avec une fortune variable, par nombre de poètes bulgares au tournant du XIXe et XXe siècles.

### Les traductions vers le bulgare
Ce traducteur a aussi traduit du français vers le bulgare, et de l’allemand vers le bulgare. Il s’est surtout intéressé à des poètes français romantiques, parnassiens, symbolistes, post-symbolistes, en privilégiant des textes qui étaient encore peu connus en Bulgarie au milieu du XXe siècle. Il a procédé de même, à partir de l’allemand, avec des extraits de Goethe, d’Heinrich Heine, de Friedrich von Mathisson, de Gottfried Keller, de Stefan George et de Wilhelm von Scholz pour les plus récents. Tous, qu’ils soient français ou allemands, ont en commun d’être des auteurs romantiques ou symbolistes et post-symbolistes des XIXe et XXe siècles. Ces traductions ont été réunies dans une publication bilingue, le tome 8 des Écrits inédits, intitulé Антология на френск и немски и поети - Anthologie de poètes français et allemands, publié en 2020. Ces choix montrent que Lubomir Guentchev a essayé de faire connaître au public bulgare la plupart des auteurs étrangers, français ou allemands, qu’il considérait en quelque sorte comme des précurseurs de ses propres créations, en bulgare comme en français.

#### Les créations en français
Plusieurs recueils de sonnets et autres pièces de vers, écrits directement en français, ont été retrouvés en un état presque achevé. Le plus ancien, Mémorial poétique, aurait été terminé en 1972. Un second, Destinée, aurait été achevé en 1973, et un troisième, Bagatelles, en 1974. Ces trois recueils ont été publiés en 2006 dans le tome 6 des Écrits inédits, intitulé Poésies lyriques. Un autre volume, Panthéon, le tome 7 de cette collection, a suivi en 2007. Il est exclusivement constitué de méditations et d’évocations, écrites aussi directement en français, sur des sujets philosophiques ou historiques, et sur de grands personnages emblématiques : des penseurs, des philosophes, des artistes, des écrivains, des inventeurs, des créateurs et des musiciens. Lubomir Guentchev s’inspire d’un autre Panthéon, celui de Theodor Traïanov, paru en Bulgarie en 1934, dont il a d’ailleurs traduit les cinquante poèmes et dont la traduction en français se trouve dans le troisième volume de son Anthologie de poètes bulgares en 2005 aux éditions Rafael de Surtis.

### La forme «estrambot»
Lubomir Guentchev a beaucoup pratiqué une forme d’expression très rare dans la littérature française, le sonnet « estrambot ». Ce type de sonnet est apparu en même temps que le sonnet régulier en Sicile et en Italie, au début du XIIIe siècle. Les sonnets estrambots se rencontrent très souvent dans les littératures en langues italienne, portugaise ou espagnole. Lubomir Guentchev semble l’avoir cultivée en Bulgarie, en français comme en bulgare d’ailleurs, dès 1973. Son Panthéon contient ainsi près de deux cents cinquante sonnets, tous écrits en français, dont 60 % se présentent sous une forme régulière, classique ou traditionnelle, construite sur deux quatrains et deux tercets et, dans une proportion de 40 % environ, sous cette forme dite « estrambot », irrégulière, excentrique ou extravagante, qui est composée, elle, de deux quatrains et de trois, voire quatre ou cinq tercets.

#### Les sonnets interdits
Le tome 4 de la collection des Écrits inédits, intitulé Sonnets interdits et paru en 2005, possède une histoire particulière. C’est une condamnation radicale du mal totalitaire. C’est un témoignage unique sur l’expérience de la dictature que la Bulgarie a connue de 1947 jusqu’en 1990. Ce recueil regroupe deux collections de sonnets, ceux qui avaient été confisqués le 18 octobre 1973, écrits pour la plupart en français, et retrouvés en 2001 dans les archives du ministère de l’Intérieur bulgare, et ceux qui ont été découverts plus tard, en 2004, et qui avaient été écrits après 1973 et jusqu’en 1980, dans les deux langues, à divers stades d’élaboration. Nul n’aurait dû jamais connaître les connaître. Leur existence aurait pu demeurer insoupçonnée. Ces derniers manuscrits ont permis de découvrir que, très souvent, Lubomir Guentchev composait ses poèmes en français d’abord, puis les traduisait en bulgare.

### Les écrits dramatiques
Les écrits dramatiques de cet auteur ont été retrouvés en 2001 par sa nièce, Christinka Gouchéva, sous la forme de quatre volumes tapuscrits, reliés, dont la présentation matérielle avait été très soignée. Ils contenaient quatre pièces de théâtre qui avaient été dactylographiées en bulgare, Теургия (Théurgie), Неразделни (Inséparables), Гласът на съдбата (Voie du destin), Гласът на съдбата (Don du destin), et une transcription en français de Théurgie faite par Lubomir Guentchev à partir de sa version originale en bulgare. C’est un exemple assez rare d’auto-traduction, unique dans l’histoire des relations littéraires entre la France et la Bulgarie au XIXe et XXe siècles. Les pièces qui étaient en bulgare ont été traduites en français. Toutes ont été publiées, en 2005, dans le tome 5 des Écrits inédits : Théâtre lyrique. Ce volume a été repris en bulgare, en miroir, dans le tome 10 de la collection, en 2020, sous le titre : Лирически драми - Неиздадени творби. En 2007, l’édition critique des sept premiers tomes qui avaient alors publiés des Écrits Inédits a obtenu une « Mention spéciale » du Prix de l’Association des Écrivains de Langue Française (ADELF).
Lubomir Guentchev a laissé des essais sur la manière dont, selon lui, la poésie devait susciter une « émotion sacrée », libératrice. Ces réflexions, présentées sous une forme sinueuse, procèdent par associations d’idées. Ces vues ont été insérées en 2020, dans le tome 9 de la collection, Le don poétique, - Поетичен дар, une autre publication bilingue. Elles s’appuient autant sur son expérience personnelle que sur ses nombreuses lectures. Il illustre également son propos par un choix de ses propres poésies, composées en français comme en bulgare entre 1929 et 1965. Il y justifie la nature élégiaque de son inspiration. Le « don poétique » désignerait la capacité pour un poète de transmettre son émotion par des images, et par l’harmonie, le rythme et la musique des mots. Ces idées sur la création dramatique ont été exposées par ailleurs dans deux brèves synthèses, Prologue au théâtre et Perspective du théâtre, achevées en 1965 et parues en 2005 dans le tome 5 des Écrits inédits : Théâtre lyrique, puis, en 2020, en bulgare, dans le tome 10 de la collection, лирически драми. Ces essais résument ses conceptions esthétiques.

## Œuvres
- Lubomir Guentchev, Anthologie de poètes bulgares. Écrits Inédits [« Любомир Генчев, Антология на български поети, Неиздадени творби »], t. 1, Cordes-sur-Ciel, Paris, Rafael de Surtis - Editinter,‎ 2003.
- Lubomir Guentchev, Anthologie de poètes bulgares. Écrits Inédits [« Любомир Генчев, Антология на български поети, Неиздадени творби »], t. 2, Cordes-sur-Ciel, Paris, Rafael de Surtis - Editinter,‎ 2004.
- Lubomir Guentchev, Anthologie de poètes bulgares. Écrits Inédits [« Любомир Генчев, Антология на български поети, Неиздадени творби »], t. 3, Cordes-sur-Ciel, Paris, Rafael de Surtis - Editinter,‎ 2005.
- Lubomir Guentchev, Sonnets Interdits. Écrits Inédits [« Любомир Генчев, Забранени сонети, Неиздадени творби »], t. 4, Cordes-sur-Ciel, Paris, Rafael de Surtis - Editinter,‎ 2005.
- Lubomir Guentchev, Théâtre lyrique, Écrits Inédits [« Любомир Генчев, Лирични драми, Неиздадени творби »], t. 5, Cordes-sur-Ciel, Paris, Rafael de Surtis - Editinter,‎ 2006.
- Lubomir Guentchev, Poésies lyriques, Écrits Inédits [« Любомир Генчев, лирични стихове, Неиздадени творби »], t. 6, Cordes-sur-Ciel, Paris, Rafael de Surtis - Editinter,‎ 2006.
- Lubomir Guentchev, Panthéon. Écrits Inédits [« Любомир Генчев, Пантеон, Неиздадени творби »], t. 7, Cordes-sur-Ciel, Paris, Rafael de Surtis - Editinter,‎ 2007.
- Lubomir Guentchev, Anthologie de poètes français et allemands [« Антология на френск и немски и поет »], t. 8, Cordes-sur-Ciel, Rafael de Surtis,‎ 2018.
- Lubomir Guentchev, Le don poétique [« Поетичен дар »], t. 9, Cordes-sur-Ciel, Rafael de Surtis,‎ 2020.
- Lubomir Guentchev, Лирически драми - Неиздадени творби, t. 10, Cordes-sur-Ciel, Rafael de Surtis,‎ 2020.
- Lubomir Guentchev, Антология на френск и немски и поети,‎ 2020.

## Études critiques
- Alain Vuillemin et Guentchev Lubomir, le poète interdit, Cordes-sur-Ciel, Paris, Rafael de Surtis - Editinter, 2006.
- Alain Vuillemin et Guentchev Lubomir, le poète dissident, Cordes-sur-Ciel, Rafael de Surtis, 2014.